# (38674) Těšínsko
(38674) Těšínsko ist ein Asteroid des Hauptgürtels, der am 9. August 2000 von der tschechischen Astronomin Lenka Šarounová an der Sternwarte Ondřejov (IAU-Code 557) auf dem Berg Manda in Ondřejov in Tschechien entdeckt wurde.
Der Asteroid wurde am 18. März 2003 nach der tschechischen Bezeichnung des Teschener Schlesiens benannt, das von der Olsa durchflossen wird und nach dem Niedergang Österreich-Ungarns 1920 zwischen Polen und der Tschechoslowakei aufgeteilt wurde.